# Country-Musik 2001
Die Liste bietet eine Übersicht über das Jahr 2001 im Genre Country-Musik.

## Top Hits des Jahres

### Year-End-Charts
Dies ist die Top 10 der Year-End-Charts, die vom Billboard-Magazin erhoben wurde:
1. I’m Already There – Lonestar
2. Where Were You (When the World Stopped Turning) – Alan Jackson
3. Austin – Blake Shelton
4. Only in America – Brooks & Dunn
5. Angry All the Time – Tim McGraw
6. When I Think About Angels – Jamie O’Neal
7. Don’t Happen Twice – Kenny Chesney
8. There Is No Arizona – Jamie O’Neal
9. It’s a Great Day to Be Alive – Travis Tritt
10. Who I Am – Jessica Andrews

### Nummer-1-Hits
Die folgende Liste umfasst die Nummer-eins-Hits der Billboard Hot Country Songs chronologisch nach Wochenplatzierung:
- 6. Januar – Without You – Dixie Chicks
- 13. Januar – One More Day – Diamond Rio
- 10. März – Who I Am – Jessica Andrews
- 12. Mai – Don’t Happen Twice – Kenny Chesney
- 7. Juli – Austin – Blake Shelton
- 29. September – Where Were You (When the World Stopped Turning) – Alan Jackson
- 17. November – Angry All the Time – Tim McGraw

## Alben

### Year-End-Charts
Dies ist die Top 10 der Year-End-Charts, die vom Billboard-Magazin erhoben wurde:
1. Set This Circus Down – Tim McGraw
2. Steers & Stripes – Brooks & Dunn
3. I'm Already There – Lonestar
4. Greatest Hits Volume 2 – Alan Jackson
5. Songs About Me – Trace Adkins
6. Scarecrow – Garth Brooks
7. Coyote Ugly (Soundtrack) – Verschiedene Künstler
8. Breathe – Faith Hill
9. Born to Fly – Sara Evans
10. How Do You Like Me Now?! – Toby Keith

### Nummer-1-Alben
Die folgende Liste umfasst die Nummer-eins-Alben der Billboard Top Country Albums chronologisch nach Wochenplatzierung:
- 6. Januar – Scarecrow – Garth Brooks
- 10. März – Set This Circus Down – Tim McGraw
- 12. Mai – Steers & Stripes – Brooks & Dunn
- 7. Juli – I’m Already There – Lonestar
- 29. September – Songs About Me – Trace Adkins

## Gestorben
- 4. Juni – John Hartford, US-amerikanischer Country- und Bluegrass-Musiker, Songwriter und Tänzer (* 1937)
- 30. Juni – Chet Atkins, US-amerikanischer Gitarrist und Musikproduzent (* 1924)
- 3. Juli – Johnny Russell, US-amerikanischer Country-Sänger (* 1940)
- 15. Dezember – Rufus Thomas, US-amerikanischer Sänger, der sich auf Country-Musik sowie Rhythm and Blues spezialisiert hatte (* 1917)

## Neue Mitglieder der Hall of Fames

### Country Music Hall of Fame
- Sam Phillips
- Waylon Jennings
- Bill Anderson

### International Bluegrass Music Hall of Fame
- Lester Flatt
- Earl Scruggs

### Nashville Songwriters Hall of Fame
- Paul Overstreet
- Don Gibson

## Die wichtigsten Auszeichnungen

### Grammy Awards
- Beste weibliche Gesangsdarbietung – Country: "There Is No Arizona" – Jamie O’Neal
- Beste männliche Gesangsdarbietung – Country: "Where Were You (When the World Stopped Turning)" – Alan Jackson
- Beste Country-Darbietung eines Duos oder einer Gruppe mit Gesang: "Only in America" – Brooks & Dunn
- Bester Countrysong: "Angry All the Time" – Tim McGraw
- Bestes Country-Album: Set This Circus Down – Tim McGraw

### Country Music Association Awards
- Entertainer des Jahres: Alan Jackson
- Song des Jahres: "Where Were You (When the World Stopped Turning)" – Alan Jackson
- Single des Jahres: "Austin" – Blake Shelton
- Album des Jahres: Set This Circus Down – Tim McGraw
- Männlicher Sänger des Jahres: Alan Jackson
- Weibliche Sängerin des Jahres: Jamie O’Neal
- Vokalgruppe des Jahres: Lonestar
- Neuer Künstler des Jahres: Blake Shelton